# 甄力健
甄力健（Yan Lik Kin，1961年7月13日—），已退役香港足球運動員，司職後衛，持有亞洲足協A級教練資格，曾在第32屆省港盃擔任香港代表隊主教練。

## 球員生涯
甄力健曾效力多支甲組勁旅，包括精工、南華、快譯通、好易通/晨曦、流浪、星島和愉園，贏得多次聯賽冠軍和各項淘汰杯賽冠軍，包括銀牌、總督盃、足總盃、聯賽盃及會長盃七人賽等。

## 教練生涯
甄力健持亞洲足協A級教練資格。曾在第32屆省港盃時，擔任香港足球代表隊主教練，兩回合合計香港隊以2–3敗於廣東隊。2016年3月，列卡度離隊重返南華教練團，由甄力健再次擔任流浪主教練。

## 軼事
由於甄力健年輕時貌似歌手張學友，因此他出道初期曾有『球場張學友』綽號, 曾有歌迷誤認他為張而向他索取簽名。